# نمایش سگ‌ها
نمایش سگ‌ها (به انگلیسی: Show Dogs) فیلمی محصول سال ۲۰۱۸ و به کارگردانی راجا گاسنل است. در این فیلم بازیگرانی همچون ویل آرنت، لوداکریس، ناتاشا لیون، جردین اسپارکس، گابریل ایگلسیاس، شکیل اونیل، عمر چاپارو، استنلی توچی، اندی بک‌ویت، کری شیل و آندرس هولم ایفای نقش کرده‌اند.